# Hermann Beyer (Schauspieler)

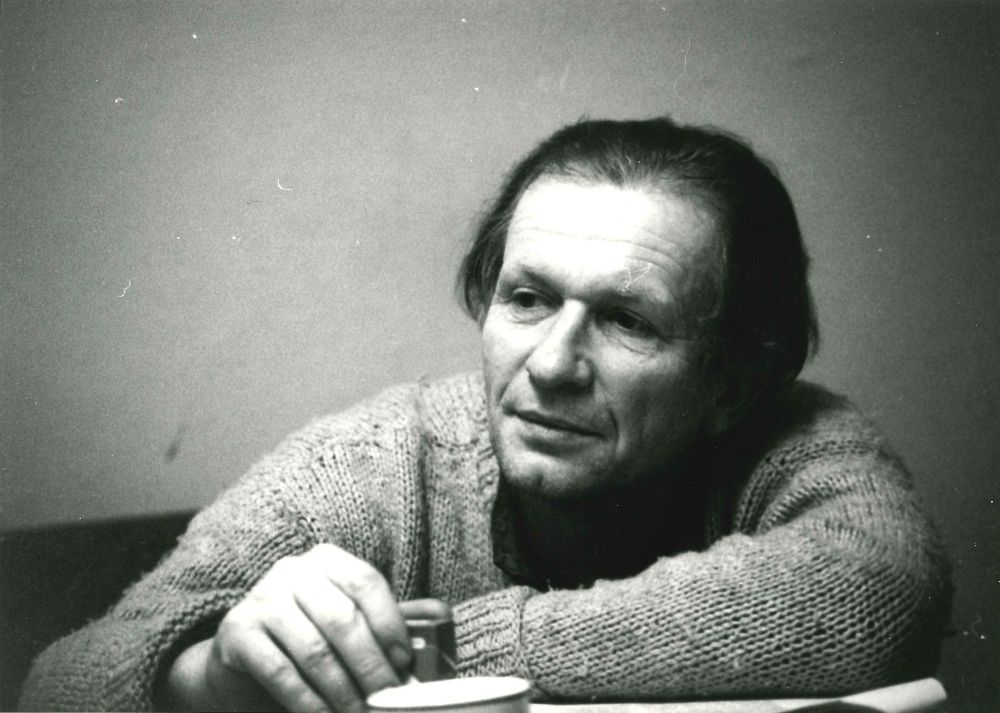
Hermann Beyer (1990)

Hermann Beyer (* 30. Mai 1943 in Altenburg, Thüringen) ist ein deutscher Schauspieler. Er begann seine Karriere am Berliner Maxim-Gorki-Theater und stand seit 1965 in über 160 Film- und Fernsehproduktionen vor der Kamera.

## Leben
Hermann Beyer wurde als Sohn eines kaufmännischen Angestellten und einer Verkäuferin geboren. Sein Vater ist kurz vor seiner Geburt im Zweiten Weltkrieg gefallen. Beyer verbrachte größere Teile seiner Kindheit in Nobitz bei Altenburg, wo er mit der Mutter im Haus ihrer Eltern lebte. Sein älterer Bruder war der DEFA-Filmregisseur Frank Beyer (1932–2006).
Beyer war in den 1960er Jahren mit seiner Schauspielkollegin Renate Krößner (1945–2020) liiert. Aus dieser Beziehung entstammte der 1969 geborene Sohn Eugen-Daniel Krößner. Sie spielten 2011 gemeinsam in dem Film Vergiss dein Ende eine Familie.
Nach der Oberschule und Armeezeit in der damaligen DDR studierte Beyer von 1963 bis 1966 Schauspiel an der Staatliche Schauspielschule Berlin.
2023 zeichnete ihn die DEFA-Stiftung für sein Lebenswerk aus.
Beyer lebt in Berlin-Friedrichshain.

## Wirken

### Theater
1966 debütierte Beyer am Maxim-Gorki-Theater in Berlin mit der Hauptrolle in dem Märchen Der Schuhu und die fliegende Prinzessin von Peter Hacks. Es folgte 1971 ein Theaterengagement am Hans Otto Theater in Potsdam, wo er bis 1971 unter der Intendanz von Peter Kupke die Titelrolle in Goethes Egmont und den Kriegsheimkehrer Beckmann in Wolfgang Borcherts Drama Draußen vor der Tür. Ab 1972 folgte eine achtjährige Tätigkeit an der Volksbühne Berlin unter Benno Besson. Von 1980 bis 1983 war er als freischaffender Schauspieler tätig. Von 1983 bis 1999 gehörte er zum Berliner Ensemble, wo er sich zu einem der profiliertesten Interpreten der Texte von Heiner Müller etablieren konnte.
Seit 1999 arbeitet Beyer wieder als freischaffender Schauspieler und spielte unter anderem an Bühnen in Chemnitz, Weimar, Hamburg, München, Bern, Schwerin, Zürich und bei der freien Theatergruppe Norton Commander. An den Münchner Kammerspielen war er in der Spielzeit 2003/2004 in Lars-Ole Walburgs Inszenierung von Antigone nach Sophokles zu sehen. An den Mecklenburgischen Staatstheater Schwerin spielte er die Rolle des Landarztes und einstigen Frauenhelden Jewgeni Sergejewitsch Dorn in dem Drama Anton Tschechows Die Möwe. Zwischen 2008 und 2011 wirkte Beyer als Gast an der Berliner Volksbühne, wo er unter anderem in Die Maßnahme/Mauser nach Bertolt Brecht, Hanns Eisler und Heiner Müller zu sehen war.
In der Spielzeit 2015/16 war Hermann Beyer am Theater Konstanz an der Seite von Irma Münch in Treffen am Nachmittag, einem ursprünglich als Rundfundhörspiel konzipierten Kammerstück von Henning Mankell, ein Ehepaar, das sich vor mehr als 20 Jahren „in aller Freundschaft“ getrennt hat und nun sich scheiden lassen möchte. Kirsten Stina Michelsdatter schrieb für ihn und seine Spielpartnerin Münch das Stück Schwarz ohne Zucker. Die Uraufführung fand 2015 in Dresden am Societaetstheater statt und war auch in der Volksbühne Berlin, am Theater Konstanz und am Hans Otto Theater zu sehen.

### Film und Fernsehen
Parallel zu seiner Arbeit am Theater spielte Beyer auch in Film- und Fernsehproduktionen, anfangs noch als Nebendarsteller wie im Fernsehfilm Woyzeck von 1965. Seit Mitte der 1970er Jahre verstärkte sich seine Film- und Fernsehtätigkeit, anfangs noch für die DEFA und den DFF, wo er auch mit seinem Bruder arbeitete, später auch in gesamtdeutschen Produktionen.
Seine erste große Hauptrolle hatte Hermann Beyer unter der Regie von Rainer Simon in der Romanverfilmung Männer ohne Bart als Spreewälder Lehrer Nickel. Regisseur Lothar Warneke besetzte Hermann Beyer 1981 in Unser kurzes Leben, einer Verfilmung des Brigitte-Reimann-Romans Franziska Linkerhand, als Büroleiter Horst Werner Schafheutlin in der männlichen Hauptrolle an der Seite von Simone Frost. Eine weitere Zusammenarbeit mit Warneke erfolgte für dessen Filmproduktion Die Beunruhigung, in der er den geschiedenen Berliner Dieter Schramm verkörperte. Beyer und seine Kollegin Christine Schorn wurden für die beste darstellerische Leistung in Kino und Fernsehen 1982 mit dem Preis der Filmkritik der DDR für das Jahr 1982 ausgezeichnet. In dem DEFA-Märchenfilm Gritta von Rattenzuhausbeiuns übernahm er 1985 die Hauptrolle des Julius Ortel von Rattenzuhausbeiuns.
Im Jahr 1998 spielte Herrmann Beyer in dem dokumentarischen Spielfilm Abgehauen seinen eigenen Bruder Frank Beyer, der bei dem Film auch Regie führte. In Christian Schwochows vielfach ausgezeichneten Spielfilm Novemberkind übernahm Hermann Beyer im Jahr 2008 neben Christine Schorn die Rolle des grantigen Opa Heinrich. 2014 folgte eine weitere Zusammenarbeit mit Schwochow für den ARD-Film Bornholmer Straße über den Abend des 9. November 1989 bzw. die Öffnung der DDR-Grenzen gehörte Beyer als Oberleutnant bzw. Lageoffizier Heinz Wachholz zu den DDR-Grenzern, die mit der Situation überfordert waren. Von 2017 bis 2020 spielte Hermann Beyer in der Netflix-Serie Dark (Staffel 1–3) als dementer Helge Doppler eine der Hauptrollen. In der Filmkomödie Alte Bande von Kaspar Heidelbach und Dirk Kummer spielte er als Knasti Henne neben Mario Adorf und Tilo Prückner als ehemaliges Gaunertrio eine der drei Hauptrollen. In dem letzten Donna Leon-Krimi Stille Wasser spielte Beyer im Jahr 2019 an der Seite von Uwe Kockisch den Bienenzüchter Davide Casati, ein früherer Freund und Ruderpartner des Vaters des Commissarios. In dem Fernseh-Dreiteiler Unterleuten – Das zerrissene Dorf nach dem Roman Unterleuten von Juli Zeh spielte Hermann Beyer 2020 als Kron eine der Hauptrollen.
Wiederholt gastierte Hermann Beyer in den Krimireihen Polizeiruf 110 und Tatort und spielte mehrfach in der ARD-Krankenhausserie In aller Freundschaft.
Hermann Beyer wurde für seine Rollen in Film und Fernsehen mehrfach nominiert, so erhielt er 2012 für seine Nebenrolle in Andreas Kannengießers Vergiss dein Ende eine Nominierung für den Deutschen Filmpreis. 2025 wurde Hermann Beyer für den Deutschen Schauspielpreis 2025 in der Kategorie Episodische Rolle für seine Darstellung des Herrn Schimke in der ARD-Fernsehserie Marzahn Mon Amour nominiert.

## Filmografie

### Kino
- 1968: Ich war neunzehn
- 1969: Verdacht auf einen Toten
- 1971: Männer ohne Bart
- 1973: Das zweite Leben des Friedrich Wilhelm Georg Platow
- 1974: Der Untergang der Emma
- 1974: Jakob der Lügner
- 1975: Zwischen Nacht und Tag
- 1975: Ikarus
- 1975: Bankett für Achilles
- 1978: Ein Sonntagskind, das manchmal spinnt
- 1981: Unser kurzes Leben
- 1982: Die Beunruhigung
- 1982: Märkische Forschungen
- 1983: Schwierig sich zu verloben
- 1983: Das Luftschiff
- 1983: Verzeihung, sehen Sie Fußball?
- 1983: Olle Henry
- 1984: Kaskade rückwärts
- 1985: Gritta von Rattenzuhausbeiuns
- 1985: Junge Leute in der Stadt
- 1986: Das Haus am Fluß
- 1986: Jan auf der Zille
- 1987: Kindheit
- 1987: Vorspiel
- 1988: Das Herz des Piraten
- 1988: Fallada – Letztes Kapitel
- 1988: Felix und der Wolf
- 1988: Treffen in Travers
- 1989: Der Bruch
- 1991: Der Tangospieler
- 1992: Inge, April und Mai
- 1993: Kaspar Hauser
- 1993: Ein Elefant im Krankenhaus
- 1995: Der Kontrolleur
- 2001: Wie Feuer und Flamme
- 2002: Ninas Geschichte
- 2003: Ein Schiff wird kommen
- 2003: Der alte Affe Angst
- 2003: Sternzeichen
- 2006: Elementarteilchen
- 2006: Marta und der fliegende Großvater
- 2006: Maria am Wasser
- 2008: Novemberkind
- 2008: Anonyma – Eine Frau in Berlin
- 2010: Boxhagener Platz
- 2011: Vergiss dein Ende
- 2011: Dr. Ketel
- 2011: Simon
- 2014: Töchter
- 2015: Becks letzter Sommer
- 2016: Wild
- 2018: Petting statt Pershing
- 2022: Die stillen Trabanten
- 2022: Alle reden übers Wetter
- 2025: Rote Sterne überm Feld

### Fernsehfilme
- 1965: Woyzeck
- 1968: Die entführte Braut
- 1973: Der Mann von draußen
- 1975: Das blaue Pferdchen
- 1979: Tull
- 1979: Der Menschenhasser (Theateraufzeichnung)
- 1986: Das Buschgespenst
- 1989: Großer Frieden (Theateraufzeichnung)
- 1990: Pause für Wanzka
- 1997: Der Hauptmann von Köpenick
- 1998: Abgehauen
- 1998: Der Laden
- 2000: Halt mich fest!
- 2000: Deutschlandspiel
- 2000: Mord im Swingerclub
- 2003: Verliebte Diebe
- 2003: Tod im Park
- 2004: Das Konto
- 2005: Mord am Meer
- 2005: Die Nachrichten
- 2008: Das Wunder von Berlin
- 2008: Braams – Kein Mord ohne Leiche
- 2009: Kinder des Sturms
- 2009: Mörder auf Amrum
- 2009: Eine Frage des Vertrauens
- 2010: Aghet – Ein Völkermord
- 2011: Mörderisches Wespennest
- 2012: Familie Windscheidt – Der ganz normale Wahnsinn
- 2013: Tot im Wald
- 2013: Zeugin der Toten
- 2013: Am Ende der Lüge
- 2013: Der Tote im Watt
- 2013: Jovana
- 2013: Mord in den Dünen
- 2014: Bornholmer Straße
- 2015: Anderst schön
- 2016: Schweigeminute
- 2017: Zuckersand
- 2017: Tian – Das Geheimnis der Schmuckstraße
- 2020: Alte Bande
- 2020: Unterleuten – Das zerrissene Dorf (Dreiteiler)
- 2024: Ostsee für Sturköppe

### Fernsehserien und -reihen
- 1987: Einzug ins Paradies (Folge Der sechste Tag)
- 1988: Polizeiruf 110: Eifersucht
- 1995: Polizeiruf 110: Jutta oder Die Kinder von Damutz
- 1997: Doppelter Einsatz (Folge Gebäudeschaden)
- 1997: Schimanski: Die Schwadron
- 1998: Tatort: Arme Püppi
- 1999: Der letzte Zeuge (Folge Die Bank, die Liebe, der Tod)
- 1999–2008, 2016: In aller Freundschaft (7 Folgen)
- 2001: Polizeiruf 110: Fliegende Holländer
- 2002: Stahlnetz (Folge Ausgelöscht)
- 2004: Polizeiruf 110: Winterende
- 2006: Commissario Laurenti – Die Toten vom Karst
- 2007: Polizeiruf 110: Dunkler Sommer
- 2007: Polizeiruf 110: Farbwechsel
- 2007: Der Dicke (Folge Zug um Zug)
- 2008: Dr. Psycho – Die Bösen, die Bullen, meine Frau und ich (Folge Der letzte Wille)
- 2009: Tatort: Borowski und die Sterne
- 2009: SOKO Leipzig (Folge Flucht ins Vergessen)
- 2009: Doktor Martin (Folge Nase voll)
- 2010: Spreewaldkrimi: Der Tote im Spreewald
- 2011: Kommissar Stolberg (Folge Drei Frauen)
- 2012: Spreewaldkrimi: Eine tödliche Legende
- 2012–2016: Die Chefin (9 Folgen)
- 2012: Stubbe – Von Fall zu Fall: Begleiterinnen
- 2014: Kommissarin Heller: Der Beutegänger
- 2014: Mord mit Aussicht (Folge Der letzte Vorhang)
- 2014: SOKO Köln (Folge Die Unverbesserlichen)
- 2015: SOKO Wismar (Folge Goldener Herbst)
- 2016: Spreewaldkrimi: Spiel mit dem Tod
- 2017: Spreewaldkrimi: Zwischen Tod und Leben
- 2017–2019: Die Eifelpraxis (4 Folgen)
- 2017–2020: Dark (10 Folgen)
- 2018: Tatort: Der kalte Fritte
- 2018: jerks. (Folge Elternhaus)
- 2019: Donna Leon – Stille Wasser
- 2020: Das Mädchen am Strand
- 2020: Wolfsland: Kein Entkommen
- 2021: Polizeiruf 110: An der Saale hellem Strande
- 2021: Der Palast (Fernsehserie, 6 Episoden)
- 2022: Polizeiruf 110: Hexen brennen  (Fernsehreihe)
- 2024: Letzte Spur Berlin (Folge Ausgeliefert)
- 2025: SOKO Leipzig (Folge Plan C)
- 2025: Marzahn Mon Amour (Folge 1)

## Theater
- 1966: Peter Hacks: Der Schuhu und die fliegende Prinzessin (Schuhu) – Regie: Uta Birnbaum (Staatliche Schauspielschule Berlin)
- 1966: Max Frisch: Don Juan oder Die Liebe zur Geometrie (Don Roderigo) – Regie: Wolfram Krempel (Maxim-Gorki-Theater Berlin)
- 1968: Seán O’Casey: Der Stern wird rot (Jack) – Regie: Kurt Veth (Maxim-Gorki-Theater Berlin)
- 1969: Michail Schatrow: Bolschewiki (Telegraphist) – Regie: Fritz Bornemann (Maxim-Gorki-Theater Berlin)
- 1970: Johann Wolfgang von Goethe in der Bearbeitung von Friedrich Schiller: Egmont (Egmont) – Regie: Peter Kupke (Hans Otto Theater Potsdam)
- 1971: Wolfgang Borchert: Draußen vor der Tür (Beckmann) – Regie: Günter Rüger (Hans Otto Theater Potsdam)
- 1973: Molière: Der fliegende Arzt (Sganarell) – Regie: Brigitte Soubeyran (Volksbühne Berlin – Rechtes Seitenfoyer)
- 1975: Heiner Müller: Die Schlacht (Traktorist u. a.) – Regie: Manfred Karge, Matthias Langhoff (Volksbühne Berlin)
- 1976: Heiner Müller: Die Bauern (Flint) – Regie: Fritz Marquardt (Volksbühne Berlin)
- 1979: Volker Braun: Großer Frieden (Tschu Jün) – Regie: Manfred Wekwerth/Joachim Tenschert (Berliner Ensemble)
- 1980: Volker Braun: Simplex deutsch (Kragler) – Regie: Piet Drescher (Berliner Ensemble – Probebühne)
- 1984: Johann Wolfgang von Goethe: Faust-Szenen (Faust) – Regie: Horst Sagert (Berliner Ensemble)
- 1986: William Shakespeare: Troilus und Cressida (Ulysses) – Regie: Manfred Wekwerth (Berliner Ensemble)
- 1988: Heiner Müller: Der Lohndrücker (Direktor) – Regie: Heiner Müller (Deutsches Theater Berlin)
- 1989: Heiner Müller: Germania Tod in Berlin (mehrere Rollen) – Regie: Fritz Marquardt (Berliner Ensemble)
- 1991: Georg Seidel: Villa Jugend (Norbert Neitzel) – Regie: Fritz Marquardt (Berliner Ensemble)
- 1992: Ernst Barlach: Der arme Vetter (Hans Iver) – Regie: Fritz Marquardt (Berliner Ensemble)
- 1993: Seán O’Casey: Juno und der Pfau – Regie: Fritz Marquardt (Berliner Ensemble)
- 1994: Samuel Beckett: Endspiel – Regie: Peter Palitzsch (Berliner Ensemble)
- 2009: Friedrich von Gagern: Ozean – Regie: Frank Castorf (Volksbühne Berlin)
- 2013: Anton Tschechow: Das Duell – Regie: Frank Castorf (Volksbühne Berlin)

## Hörspiele
- 1966: Bertolt Brecht: Das Verhör des Lukullus – Regie: Kurt Veth (Rundfunk der DDR)
- 1969: Emmanuel Roblès, Philippe Derrez: Männerarbeit – Regie: Edgar Kaufmann (Rundfunk der DDR)
- 1980: Joachim Walther: Bewerbung bei Hofe (Vigilant) – Regie: Fritz Göhler (Rundfunk der DDR)
- 1981: Arne Leonhardt: Jazz am Grab – Regie: Werner Grunow (Rundfunk der DDR)
- 1982: E. T. A. Hoffmann: Wenn man einen Nußknacker liebt (Drosselmeier) – Regie: Christa Kowalski (Kinderhörspiel – Rundfunk der DDR)
- 1984: Bertolt Brecht: Furcht und Elend des Dritten Reiches – Regie: Achim Scholz (Rundfunk der DDR)
- 1984: Thomas Heise: Schweigendes Dorf (Eisenbahner) – Regie: Thomas Heise (Rundfunk der DDR)
- 1985: Hans Fallada: Geschichten vom Mäuseken Wackelohr und von der gebesserten Ratte (Hausherr/Erzähler) – Regie/Bearbeitung: Peter Brasch (Kinderhörspiel – Litera)
- 1985: Brüder Grimm: Hans im Glück (Hans) – Regie: Norbert Speer (Kinderhörspiel – Litera)
- 1986: Hans Christian Andersen: Des Kaisers neue Kleider (Hinz) – Regie: Dieter Scharfenberg (Kinderhörspiel – Litera)
- 1988: Hans Christian Andersen: Der kleine und der große Klaus (Großer Klaus) – Regie: Werner Buhss (Kinderhörspiel – Litera)
- 1989: Adelbert von Chamisso: Peter Schlemihl oder die Reise nach Varna – Regie: Karlheinz Liefers (Fantasy, Märchen für Erwachsene – Rundfunk der DDR)
- 1989: Brüder Grimm: Hänsel und Gretel (Vater) – Regie: Werner Buhss (Kinderhörspiel – Litera)
- 1990: Anna Seghers: Die Wellblechhütte (L./Der gelbe Tod) – Regie: Norbert Speer (Hörspielbearbeitung – Rundfunk der DDR)
- 1998: Michail Bulgakow: Der Meister und Margarita (Kater) – Regie: Petra Meyenburg (30 Teile, MDR)
- 1999: Volker Braun: Die Geschichte von den vier Werkzeugmachern (Sprecher/Matthes) – Regie: Jörg Jannings (SFB/ORB/DLF)
- 1992: Friedrich Gorenstein: Streit um Dostojewski – Regie: Walter Niklaus (SFB/DS Kultur)
- 1993: Guido Koster: Im Viertel des Mondes (Eisenstein) – Regie: Karlheinz Liefers (DS Kultur/SFB)
- 2001: Elwyn Brooks White: Wilbur und Charlotte – Regie: Andrea Otte (Kinderhörspiel – SWR)
- 2003: Stefan Amzoll: Putze Polina – Regie: Wolfgang Rindfleisch (DLR)

## Auszeichnungen
- 1981: Sonderpreis für hervorragende Einzelleistung für die Rolle des Ingenieurs Hasselbein in Der Bau an der Volksbühne Berlin beim II. Leistungsvergleich der Schauspiel- und Musikensembles der DDR
- 1982: Bester Hauptdarsteller auf dem 2. Nationalen Spielfilmfestival der DDR für Märkische Forschungen
- 1983: Theodor-Fontane-Preis des Bezirks Potsdam für Märkische Forschungen (im Kollektiv)
- 1987: DDR-Kritikerpreis Bester Darsteller für Gritta von Rattenzuhausbeiuns
- 1987: Ehrendiplom auf dem Festival Goldener Spatz
- 1988: Bester Nebendarsteller auf dem 5. Nationalen Spielfilmfestival der DDR für Kindheit
- 1990: Bester Hauptdarsteller auf dem 6. Nationalen Spielfilmfestival der DDR für Treffen in Travers
- 2023: Lebenswerk-Preis der DEFA-Stiftung